# Agios Dimitrios (Kos)
Agios Dimitrios (griechisch Άγιος Δημήτριος (m. sg.)) ist ein weitgehend verfallenes und verlassenes Dorf auf der griechischen Insel Kos.

## Name
Der heutige Name des Ortes ist nach der hier  befindlichen Kirche, die dem heiligen Dimitrios (Άγιος Δημήτριος) gewidmet ist, benannt. Bis 1950 wurde der Ort mit Chaichoutes (Χαϊχούτες (m. pl.)) bezeichnet (Namensvarianten in latineinischer Schrift: Heihoutes bzw. Haihoutes).

## Lage, Geographie, Verkehr
Agios Dimitrios liegt rund 7 Kilometer Luftlinie südwestlich der Stadt Kos auf etwa 270 bis 290 Meter über Meer (Zentrum der Siedlung). Das Bergdorf Zia liegt etwa 2 Kilometer Luftlinie entfernt. Zum Flughafen Kos sind es etwa 14 Kilometer Luftlinie.

## Geschichte
Nach dem französischen Archäologen Olivier Rayet soll in der zweiten Hälfte des 19. Jahrhunderts der kleine Weiler Khaikoutais (Χαϊχούταις) aus 30 Häusern bestanden haben, die sich um einen Brunnen gruppierten. Im Laufe der Jahrzehnte nahm die Wohnbevölkerung immer mehr ab. Heute sind einige Häuser restauriert und befindet sich ein Kafenio im Ort sowie ein kleines Museum.
Das Dorf wurde 2013 als „Historischer Ort“ ausgewiesen, weil es ein charakteristisches Beispiel einer ländlichen Siedlung der traditionellen Dodekanes-Architektur um 1840 darstellt.

## Bevölkerung und politische Gliederung, Wirtschaft
Agios Dimitrios gehört zum Gemeindebezirk Dikeos (Δημοτική Ενότητα Δικαίου) mit Gesamt 7130 Einwohnern (2011). Dikeos unterteilt sich in zwei Stadtbezirke, Asfendiou (Δημοτική Κοινότητα Ασφενδιού) mit 4094 Einwohnern und Pyli 2469 Einwohnern (2011). Der Stadtbezirk Asfendiou umfasst die Ortschaften:
- Zipari (Ζηπάρι (n. sg.)) mit 3227 Einwohnern,
- Agios Dimitrios (Άγιος Δημήτριος (m. sg.)) mit acht Einwohnern,
- Asfendiou (Ασφενδιού (n. sg.)) mit 87 Einwohnern,
- Lagoudi-Zia (Λαγούδι-Ζια (n. sg.)) mit 151 Einwohnern,
- Linopotis (Λινοπότης (m. sg.)) mit 258 Einwohnern, und
- Tigaki (Τιγκάκι (n. sg.)) mit 363 Einwohnern.

| Jahr                                 | 1947 | 1951 | 1961 | 1971 | 1981 | 1991 | 2001 | 2011 |
| ------------------------------------ | ---- | ---- | ---- | ---- | ---- | ---- | ---- | ---- |
| Bevölkerungs- anzahl Agios Dimitrios | 76   | 184  | 94   | 35   | 10   | 0    | 1    | 8    |

## Sehenswürdigkeiten
- der weitgehend verlassene Ort selbst als Freilichtmuseum,
- ein kleines Museum
- Kirche Agios Dimitrios (Εκκλησία Αγίου Δημητρίου Ekklisía Agíou Dimitríou)